# Rodrigo Bocardi
Rodrigo Bocardi de Moura, más conocido como Rodrigo Bocardi (Ipaussu, 4 de enero de 1976), es un periodista y presentador de televisión brasileño.

## Biografía y carrera
Rodrigo se graduó en periodismo en 1997 por el Centro Universitario de las Facultades Metropolitanas Unidas de São Paulo y comenzó la carrera en Grupo Bandeirantes. Posteriormente, fue llamado por TV Globo para ser editor de economía de Jornal da Globo.
Luego se volvió reportero y salió de TV Globo para trabajar, entre 2003 y 2004 en Angola, en la televisión pública de este país. Regresó para Globo después de esta experiencia, volviéndose corresponsal en Nueva York en 2009. En 2013, regresó a Brasil para presentar Bom Dia São Paulo y hacer entradas como conductor de São Paulo en Bom Dia Brasil.
Logró éxito en la función y en el mismo año pasó a conducir eventualmente Jornal Hoje. Aún en 2013, en diciembre, Bocardi pasó a sustituir a Chico Pinheiro en la presentación de Bom Dia Brasil, durante las vacaciones del periodista.
En diciembre de 2014, tras cambios en la grade de Globo, pasó a presentar también el bloque local de Bom Dia Brasil. El 10 de septiembre de 2016, asumió como un de los conductores eventuales de Jornal Nacional.
En mayo de 2020, debutó como presentador eventual de SPTV. En agosto del mismo año, reasumió la conducción ocasional de Jornal Hoje.
El 9 de noviembre de 2020, debutó en la radio, presentando en CBN, el programa Ponto Final CBN, junto a la periodista Carolina Morand, que copresenta el programa desde los estudios de la emisora en Río de Janeiro.
El 15 de noviembre de 2020, condujo Antena Paulista Especial, en vivo, cubriendo el primer turno de las elecciones municipales en São Paulo.
El 21 de diciembre de 2020, debutó como presentador eventual de Jornal da Globo, sustituyendo a la periodista Renata Lo Prete en sus vacaciones y huelgas.

## Vida personal
Está casado con Cláudia Bocardi y tiene tres hijos: Anne, Gabriel y Gustavo Bocardi.